# Districtul Manzini, Eswatini
Districtul Manzini este una dintre cele 4 unități administrativ-teritoriale de gradul I ale statului Eswatini.